# 検索してはいけない
『検索してはいけない』（けんさくしてはいけない）は、TBS系列で放送されている日本のバラエティ番組・特別番組。

## 概要
「Yahoo!」「Google」など、知りたい情報は検索すれば知ることができるインターネットで、時に反面、「見たら呪われる」「マネしたら危険」などとインターネットで噂される検索ワードをなぜ「検索してはいけないのか」の原因と一緒に、徹底的に追及し怪しい情報の真相を求めて紹介する情報バラエティ番組である。

## コーナー

### ある意味検索してはいけない映像集!!
- 鈴木奈々が、自身がインターネットで検索していて発見した意外な事実を紹介するコーナー。
- 第1弾・第2弾も、番組終盤で行われた。

## 出演者

### MC
- ベッキー

### ゲスト
第1弾
- 岡部磨知
- おのののか
- 神室舞衣
- 佐野ひなこ
- 鈴木あや
- 鈴木奈々
- 宮﨑香蓮

第2弾
- 岡部磨知
- 寿るい
- 近藤春菜（ハリセンボン）
- 佐藤美希
- 鈴木奈々
- バービー（フォーリンラブ）
- ホラン千秋
- 宮﨑香蓮
- 吉田桂子

### ナレーション
- 垂木勉

## ネット局

### 第1弾
| 放送対象地域   | 放送局                | 系列    | 放送日時                    | 遅れ日数   |
| -------------- | --------------------- | ------- | --------------------------- | ---------- |
| 関東広域圏     | TBSテレビ（TBS）      | TBS系列 | 2014年4月9日 23:53 - 25:08  | 制作局     |
| 北海道         | 北海道放送（HBC）     | TBS系列 | 2014年4月9日 23:53 - 25:08  | 同時ネット |
| 岩手県         | IBC岩手放送（IBC）    | TBS系列 | 2014年4月9日 23:53 - 25:08  | 同時ネット |
| 宮城県         | 東北放送（TBC）       | TBS系列 | 2014年4月9日 23:53 - 25:08  | 同時ネット |
| 福島県         | テレビユー福島（TUF） | TBS系列 | 2014年4月9日 23:53 - 25:08  | 同時ネット |
| 新潟県         | 新潟放送（BSN）       | TBS系列 | 2014年4月9日 23:53 - 25:08  | 同時ネット |
| 石川県         | 北陸放送（MRO）       | TBS系列 | 2014年4月9日 23:53 - 25:08  | 同時ネット |
| 静岡県         | 静岡放送（SBS）       | TBS系列 | 2014年4月9日 23:53 - 25:08  | 同時ネット |
| 鳥取県・島根県 | 山陰放送（BSS）       | TBS系列 | 2014年4月9日 23:53 - 25:08  | 同時ネット |
| 中京広域圏     | CBCテレビ（CBC）      | TBS系列 | 2014年4月15日 23:53 - 25:08 | 6日遅れ    |
| 福岡県         | RKB毎日放送（RKB）    | TBS系列 | 2014年4月17日 24:03 - 25:18 | 8日遅れ    |
| 岡山県・香川県 | 山陽放送（RSK）       | TBS系列 | 2014年4月23日 24:08 - 25:23 | 14日遅れ   |
| 山形県         | テレビユー山形（TUY） | TBS系列 | 2014年4月29日 24:38 - 25:53 | 20日遅れ   |

### 第2弾
| 放送対象地域   | 放送局                | 系列    | 放送日時                    | 遅れ日数   |
| -------------- | --------------------- | ------- | --------------------------- | ---------- |
| 関東広域圏     | TBSテレビ（TBS）      | TBS系列 | 2014年7月10日 24:18 - 25:33 | 制作局     |
| 北海道         | 北海道放送（HBC）     | TBS系列 | 2014年7月10日 24:18 - 25:33 | 同時ネット |
| 岩手県         | IBC岩手放送（IBC）    | TBS系列 | 2014年7月10日 24:18 - 25:33 | 同時ネット |
| 宮城県         | 東北放送（TBC）       | TBS系列 | 2014年7月10日 24:18 - 25:33 | 同時ネット |
| 福島県         | テレビユー福島（TUF） | TBS系列 | 2014年7月10日 24:18 - 25:33 | 同時ネット |
| 新潟県         | 新潟放送（BSN）       | TBS系列 | 2014年7月10日 24:18 - 25:33 | 同時ネット |
| 長野県         | 信越放送（SBC）       | TBS系列 | 2014年7月10日 24:18 - 25:33 | 同時ネット |
| 静岡県         | 静岡放送（SBS）       | TBS系列 | 2014年7月10日 24:18 - 25:33 | 同時ネット |
| 中京広域圏     | CBCテレビ（CBC）      | TBS系列 | 2014年7月10日 24:18 - 25:33 | 同時ネット |
| 鳥取県・島根県 | 山陰放送（BSS）       | TBS系列 | 2014年7月10日 24:18 - 25:33 | 同時ネット |
| 福岡県         | RKB毎日放送（RKB）    | TBS系列 | 2014年7月10日 24:18 - 25:33 | 同時ネット |
| 長崎県         | 長崎放送（NBC）       | TBS系列 | 2014年7月10日 24:18 - 25:33 | 同時ネット |
| 岡山県・香川県 | 山陽放送（RSK）       | TBS系列 | 2014年7月17日 24:58 - 26:13 | 7日遅れ    |
| 近畿広域圏     | 毎日放送（MBS）       | TBS系列 | 2014年8月17日 25:20 - 26:35 | 38日遅れ   |
| 山口県         | テレビ山口（tys）     | TBS系列 | 2015年3月11日 23:58 - 25:13 | 244日遅れ  |

## 主なスタッフ
- 作家：木南広明、藤谷弥生
- 美術制作：森健彦
- 美術進行：今井隆之
- TP：辻本豊
- TD：藤田勝巳
- CAM：古俣智則
- VE：井上貴人
- AUD：浅岡利津子
- 照明：佐藤信和
- 音効：北澤寛之
- 編集：榎本祐紀
- MA：宝積伸示
- ペイント：吉沢真純
- CG：富井真
- 協力：フジアール、fmt、IMAGICA
- 編成：岸田大輔
- 宣伝：眞鍋武
- Special Thanks：飛鳥昭雄、吉田悠軌
- リサーチ：神谷翔、宮下沙希
- TK：松下絵里
- AD：蛭田慧
- ディレクター：坂本篤、見崎陽亮
- 演出：井上充
- プロデューサー：古賀太隆、中村倫久
- 製作：D:COMPLEX、TBS